# Stryjkowo
Stryjkowo (deutsch Sternberg) ist ein Dorf in der polnischen Woiwodschaft Ermland-Masuren. Es gehört zur Landgemeinde Lidzbark Warmiński (Heilsberg) im Powiat Lidzbarski (Kreis Heilsberg).

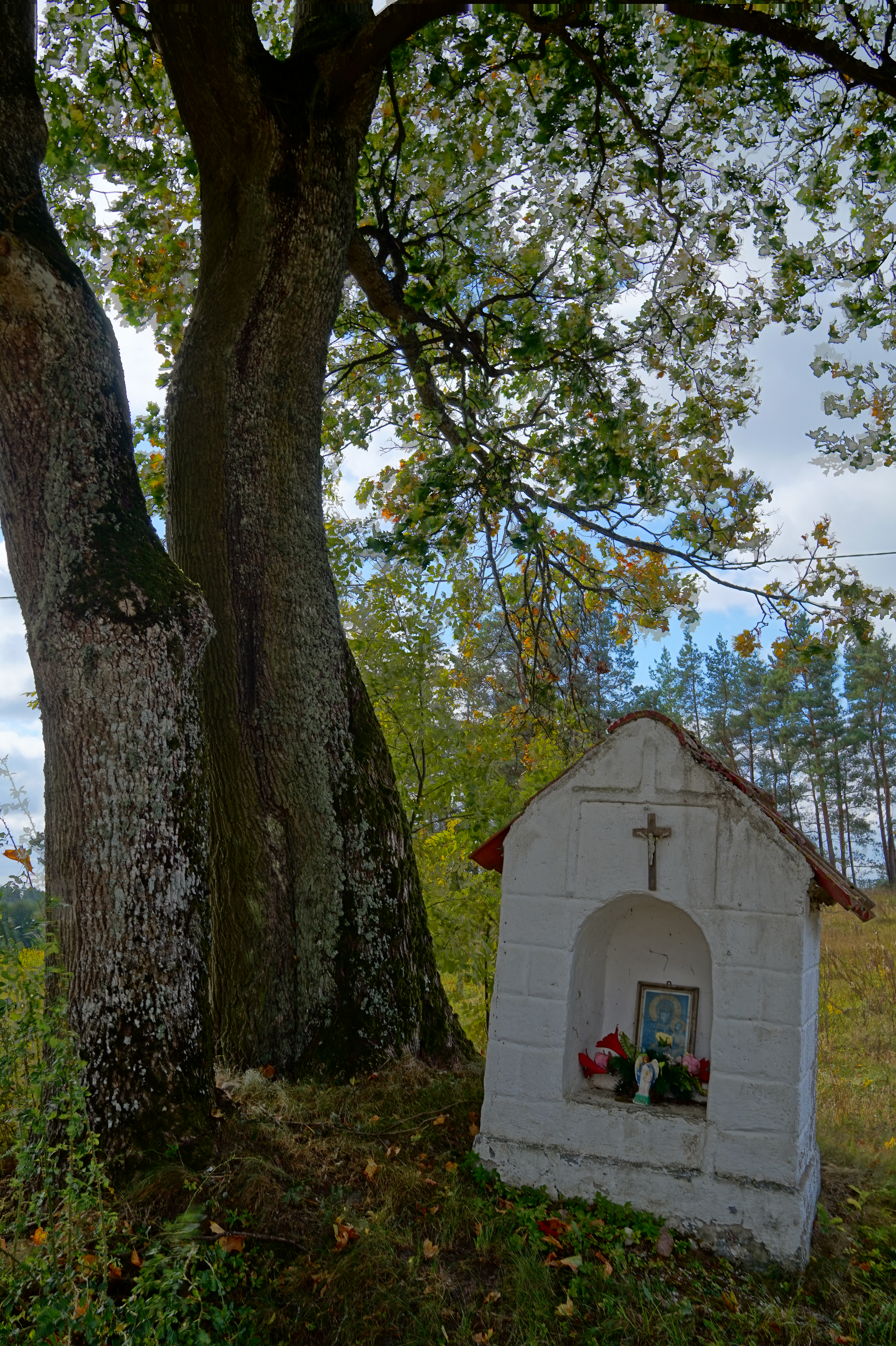
Bildstock in Stryjkowo

## Geographische Lage
Stryjkowo liegt im nördlichen Westen der Woiwodschaft Ermland-Masuren, elf Kilometer südwestlich der Kreisstadt Lidzbark Warmiński (Heilsberg).

## Geschichte
Das Dorf Sternberg wurde 1874 als eine Landgemeinde in den Amtsbezirk Stolzhagen (polnisch Kochanówka) im ostpreußischen Kreis Heilsberg, Regierungsbezirk Königsberg, eingegliedert.
526 Einwohner waren im Jahre 1910 in Sternberg registriert. Ihre Zahl sank bis 1933 auf 449 und belief sich 1939 auf 460.
Als 1945 das gesamte südliche Ostpreußen in Kriegsfolge an Polenfiel, erhielt Sternberg sie polnische Namensform „Stryjkowo“. Das Dorf ist heute eine Ortschaft innerhalb der Gmina Lidzbark Warmiński (Landgemeinde Heilsberg) im Powiat Lidzbarski (Kreis Heilsberg), von 1975 bis 1998 der Woiwodschaft Olsztyn, seither der Woiwodschaft Ermland-Masuren zugehörig. Im Jahre 2021 zählte Stryjkowo 145 Einwohner.

## Religion
Stryjkowo gehört heute wie Sternberg bereits vor 1945 zur römisch-katholischen Pfarrei in Lidzbark Warmiński (Heilsberg) im jetzigen Erzbistum Ermland.
Bis 1945 war Sternberg auch in die damalige evangelische Kirche Guttstadt (polnisch Dobre Miasto) in der Kirchenprovinz Ostpreußen der Kirche der Altpreußischen Union eingegliedert. Stryjkowo gehört jetzt zur Diözese Masuren der Evangelisch-Augsburgischen Kirche in Polen.

## Verkehr
Stryjkowo liegt östlich der polnischen Landesstraße 51 (hier im Abschnitt der einstigen deutschen Reichsstraße 134) und ist über den Abzweig in Miłogórze (Liewenberg) auf einer Nebenstraße nach Kochanówka (Stolzhagen) zu erreichen.
Eine Bahnanbindung besteht nicht.